# Allocosa albonotata
Allocosa albonotata är en spindelart som först beskrevs av Schmidt 1895.  Allocosa albonotata ingår i släktet Allocosa och familjen vargspindlar. Inga underarter finns listade i Catalogue of Life.